# SN 2009kt
SN 2009kt – supernowa typu Ia odkryta 30 września 2009 roku w galaktyce A022828-0404. W momencie odkrycia miała maksymalną jasność 21,50m.